# Mesosa harmandi
Mesosa harmandi är en skalbaggsart som beskrevs av Stefan von Breuning 1970. Mesosa harmandi ingår i släktet Mesosa och familjen långhorningar. Inga underarter finns listade i Catalogue of Life.